# Douma municipale de Nijni Novgorod
Pour les articles homonymes, voir  Douma.
Kremlin, bâtiment 5
La douma municipale de Nijni Novgorod (en russe : Городская дума Нижнего Новгорода, Gorodskaïa douma Nijnego Novgorod) est la douma municipale de la ville de Nijni Novgorod en Russie. Elle est composée de 35 députés élus pour un mandat de 5 ans.  Le statut et les pouvoirs de la Douma sont déterminés par les articles de la Charte de Nijni Novgorod.

## Siège
Le bâtiment de la douma municipale est la maison des Soviets située dans l'enceinte du kremlin de Nijni Novgorod.

## Histoire
L'actuel président de la Douma est Oleg Lavrichev. 
Jusqu'au 17 janvier 2018, date à laquelle la Douma municipale a élu le maire conformément à la nouvelle charte de la ville de Nijni Novgorod, le président de la Douma municipale était également le chef de la ville. 

## Pouvoirs
La Douma municipale de Nijni Novgorod adopte des plans et des programmes de développement urbain, approuve le budget et rend compte de son exécution, et contrôle l'exécution des pouvoirs pour résoudre les problèmes locaux. 
En outre, la Douma décide de l'adhésion de Nijni Novgorod à l'association des municipalités et de l'adhésion de la Douma municipale à l'association des organes représentatifs des municipalités. La Douma approuve les accords de coopération dans le cadre des activités de commerce extérieur et des relations de jumelage. Il précise l'ordre de constitution et l'utilisation des fonds budgétaires cibles. Il approuve également les plans généraux de développement urbain, les procédures d'établissement du montant des paiements pour l'hébergement, la réglementation des prix des biens et services des services publics municipaux et les ajustements tarifaires pour les consommateurs.